# Episodi di Dallas (serie televisiva 1978) (terza stagione)
Questa voce contiene trame, dettagli e crediti dei registi e degli sceneggiatori della terza stagione della serie televisiva Dallas.
Negli Stati Uniti d'America, è stata trasmessa per la prima volta dalla CBS dal 21 settembre 1979 al 21 marzo 1980, posizionandosi al 6º posto nei rating Nielsen di fine anno con il 25,0% di penetrazione e con una media superiore ai 19 milioni di spettatori.
In Italia è stata trasmessa in prima visione da Canale 5 a partire dal 22 settembre 1981. Nella prima trasmissione italiana, non è stato seguito l'ordine cronologico originario degli episodi.
- Il cliffhanger di fine stagione

È la stagione del famoso "Chi ha sparato a J.R.?". Nell'ultimo episodio, infatti, molti personaggi hanno un valido motivo per vedere l'uomo morto. Nel buio della notte, qualcuno va nell'ufficio di J.R. e spara dei colpi di pistola sull'uomo.

Risoluzione: J.R. rimane temporaneamente paralizzato in seguito all'attentato alla sua vita. Le indagini conducono dapprima a Sue Ellen ma la donna sospetta di sua sorella Kristin, l'affronta e il mistero viene risolto. Quella notte, infatti, Sue Ellen, ubriaca, si era recata da Kristin con una pistola. Kristin le aveva offerto un altro drink per mettere la donna k.o. Dopo aver messo Sue Ellen nella sua auto, Kristin le aveva sottratto la pistola, si era recata da J.R., gli aveva sparato e poi aveva nascosto la pistola da Sue Ellen. Quando J.R. scopre che Kristin è incinta di lui, l'uomo si rifiuta di denunciarla. In seguito, la donna lascerà Dallas e perderà il bambino, ma rimarrà incinta di Jeff Farraday. Approfitterà quindi di questa gravidanza per ricattare l'uomo facendogli credere che è ancora il suo bambino. Mary Crosby, interprete di Kristin sarà ricordata nella storia della tv come la donna che finalmente spara a J.R. incarnando i desideri di migliaia di telespettatori.

Chi ha sparato a J.R.?
Dall'episodio Discordia in famiglia, finale di stagione.

| nº | Titolo originale                         | Titolo italiano                           | Prima TV USA      | Prima TV Italia   |
| -- | ---------------------------------------- | ----------------------------------------- | ----------------- | ----------------- |
| 1  | Whatever Happened To Baby John? - Part 1 | Cos'è accaduto al piccolo John? - Parte 1 | 21 settembre 1979 | 22 settembre 1981 |
| 2  | Whatever Happened To Baby John? - Part 2 | Cos'è accaduto al piccolo John? - Parte 2 | 28 settembre 1979 | 24 settembre 1981 |
| 3  | The Silent Killer                        | L'assassino silenzioso                    | 5 ottobre 1979    | 1º ottobre 1981   |
| 4  | Secrets                                  | Segreti                                   | 12 ottobre 1979   | 29 settembre 1981 |
| 5  | The Kristin Affair                       | La vicenda Kristin o Il caso Kristine     | 19 ottobre 1979   | 6 ottobre 1981    |
| 6  | The Dove Hunt                            | Tiro al piccione                          | 26 ottobre 1979   | 8 ottobre 1981    |
| 7  | The Lost Child                           | Paternità                                 | 2 novembre 1979   | 13 ottobre 1981   |
| 8  | Rodeo                                    | Rodeo                                     | 9 novembre 1979   | 22 ottobre 1981   |
| 9  | Mastectomy - Part 1                      | Mastectomia - Parte 1                     | 16 novembre 1979  |                   |
| 10 | Mastectomy - Part 2                      | Mastectomia - Parte 2                     | 16 novembre 1979  |                   |
| 11 | The Heiress                              | Premesse                                  | 23 novembre 1979  | 3 novembre 1981   |
| 12 | Ellie Saves the Day                      | Il buon senso di Ellie                    | 30 novembre 1979  | 20 ottobre 1981   |
| 13 | Mother of the Year                       | Madre dell'anno                           | 14 dicembre 1979  | 10 novembre 1981  |
| 14 | Return Engagements                       | Conflitti                                 | 20 dicembre 1979  | 12 novembre 1981  |
| 15 | Love and Marriage                        | Amore e matrimonio                        | 21 dicembre 1979  |                   |
| 16 | Power Play                               | Gioco di potere                           | 4 gennaio 1980    | 15 ottobre 1981   |
| 17 | Paternity Suit                           | La sconfitta di Cliff                     | 11 gennaio 1980   |                   |
| 18 | Jenna's Return                           | Il ritorno di Jenna                       | 18 gennaio 1980   |                   |
| 19 | Sue Ellen's Choice                       | La scelta di Sue Ellen                    | 1º febbraio 1980  |                   |
| 20 | Second Thoughts                          | Nuovi pensieri                            | 8 febbraio 1980   |                   |
| 21 | Divorce-Ewing Style                      | Divorzio stile Ewing                      | 15 febbraio 1980  |                   |
| 22 | Jock's Trial - Part 1                    | Il tentativo di Jock - Parte 1            | 22 febbraio 1980  |                   |
| 23 | Jock's Trial - Part 2                    | Il tentativo di Jock - Parte 2            | 29 febbraio 1980  |                   |
| 24 | The Wheeler Dealer                       | Il timoniere                              | 14 marzo 1980     |                   |
| 25 | A House Divided                          | Discordia in famiglia                     | 21 marzo 1980     | 12 gennaio 1982   |

- Cast regolare[9]:
Barbara Bel Geddes (Miss Ellie Ewing)
Jim Davis (Jock Ewing)
Patrick Duffy (Bobby Ewing)
Linda Gray (Sue Ellen Ewing)
Larry Hagman (J.R. Ewing)
Steve Kanaly (Ray Krebbs)
Ken Kercheval (Cliff Barnes)
Victoria Principal (Pamela Barnes Ewing)
Charlene Tilton (Lucy Ewing)

- Cast ricorrente:
Mary Crosby (Kristin Shepard) – episodi 3, 6/9, 11/20, 24, 25
Susan Howard (Donna Culver) – episodi 15, 16, 18, 19
Randolph Powell (Alan Beam) – episodi 1, 3/5, 8/13, 16, 17, 19/21
Keenan Wynn (Digger Barnes) – episodi 3, 5, 7, 8, 10, 16, 17, 20, 22, 23
- Guest Star:
Jared Martin (Dusty Farlow) – episodi 8/10, 17/19

## Cos'è accaduto al piccolo John? - Parte 1
- Titolo originale: Whatever Happened To Baby John? - Part 1
- Diretto da: Leonard Katzman
- Scritto da: Camille Marchetta

### Trama
Sue Ellen, ormai fuori pericolo, può fare ritorno a Shouthfork, lasciando il piccolo John Ross III ancora in ospedale. Mentre Cliff sostiene di essere lui il padre di John Ross, la famiglia Ewing nota che Sue Ellen - forse vittima di una depressione post-partum - non ha alcun interesse nel prendersi cura di suo figlio, evitando di recarsi in ospedale a fargli visita. Quando la donna va in ospedale con J.R. per portare il bambino a casa, scoprono con stupore che è stato rapito.
- Guest Star: John Ashton (Willie Joe Garr), Woody Eney (Dott. Rogers), Sheila Larken (Priscilla Duncan), George Petrie (Harv Smithfield), Sandy Ward (Jeb Ames)
- Altri interpreti: Joe Bratcher (Harry Shaw), Pat Byers, Meg Gallagher (Louella), Maureen Lee, Jeanna Michaels (Connie), Cliff Murdock (Tenente Simpson), Kimberly Roten, Holly Smith, Debi Storm (Toni)

## Cos'è accaduto al piccolo John? - Parte 2
- Titolo originale: Whatever Happened To Baby John? - Part 2
- Diretto da: Leonard Katzman
- Scritto da: Camille Marchetta

### Trama
Mentre Bobby sospetta che sia Cliff il colpevole del rapimento del piccolo John Ross, J.R. riceve una richiesta di riscatto da parte di Jeb Ames e Willie Joe Garr che si autoproclamano i rapitori. Ma Pamela scopre che il bambino è stato rapito da una donna che ha perso il proprio figlio recentemente.
- Guest Star: John Ashton (Willie Joe Garr), Sheila Larken (Priscilla Duncan), John O'Leary (Dott. Freilich), Dennis Patrick (Vaughn Leland), Sandy Ward (Jeb Ames)
- Altri interpreti: Jocelyn Brando (Signora Reeves), Maryedith Burrell (infermiera Barker), Jordan Charney (Detective Rollins), Ken Farmer (Jimmy), Bobby Faye Ferguson, Meg Gallagher (Louella), Rebecca Hollen, Bob Magruder (Dott. Samuels), Jeanna Michaels (Connie), Cliff Murdock (Tenente Simpson), Geoffrey R. Smith, Larry Tanner, Barbara Tarbuck (Agnes)

## L'assassino silenzioso
- Titolo originale: The Silent Killer
- Diretto da: Irving J. Moore
- Scritto da: Arthur Bernard Lewis

### Trama
Digger, di ritorno a Dallas, ha un mancamento e viene obbligato da Cliff e Pamela a fare un check-up. Il dottor Hollister rivela ai tre Barnes che la loro famiglia soffre di neurofibromatosi, una rara malattia genetica ereditaria che può essere fatale per i loro figli. Pamela convince Cliff a non far trapelare questa informazione con Sue Ellen, nel caso sia lui il padre di John Ross, e gli promette che porterà lei stessa il piccolo dal pediatra per un controllo urgente. Intanto, Kristin, la sorella di Sue Ellen, in visita alla famiglia Ewing, comincia a flirtare con J.R.
- Guest Star: William H. Bassett (Dott. Paul Hollister), Georgann Johnson (dottoressa), Martha Scott (Signora Shepard)
- Altri interpreti: Jocelyn Brando (Signora Reeves), Lea Catucci

## Segreti
- Titolo originale: Secrets
- Diretto da: Leonard Katzman
- Scritto da: Leonard Katzman

### Trama
Valene torna a Southfork per poter riconquistare sua figlia Lucy, ma la ragazza la respinge. Mentre J.R. cerca di allontanare di nuovo la donna dalla famiglia Ewing, Pamela scopre di essere incinta e - temendo che il nascituro possa soffrire di neurofibromatosi - contempla l'idea di abortire.
- Guest Star: William H. Bassett (Dott. Paul Hollister), George O. Petrie (Harv Smithfield), Joan Van Ark (Valene Ewing)
- Altri interpreti: Jocelyn Brando (Signora Reeves), Meg Gallagher (Louella), Jeanna Michaels (Connie)

## La vicenda Kristin
- Titolo italiano alternativo: Il caso Kristine
- Titolo originale: The Kristin Affair
- Diretto da: Irving J. Moore
- Scritto da: Worley Thorne

### Trama
All'insaputa della sua famiglia, J.R. accetta di ipotecare il Southfork Ranch pur di entrare in un rischioso affare di petrolio in Asia. Trama poi con il suo avvocato Alan Beam per attirare Cliff nella trappola di una corsa congressuale, che l'uomo non ha nessuna chance di vincere. In più, offre un lavoro a Kristin come segretaria e inizia una relazione sessuale con la stessa. Intanto, Pamela dice a Bobby di essere incinta, senza menzionare la malattia genetica della quale potrebbe soffrire il bambino.
- Guest Star: Dennis Patrick (Vaughn Leland), Martha Scott (Signora Shepard)
- Altri interpreti: Robert Ackerman (Wade Luce), Jane D'Auvray (segretaria), Hugh Gorrian (Lowell Hansen), Jeanna Michaels (Connie), Paul Sorensen (Andy Bradley), Don Starr (Jordan Lee)

## Tiro al piccione
- Titolo originale: The Dove Hunt
- Diretto da: Leonard Katzman
- Scritto da: D.C. Fontana, Richard Fontana

### Trama
Durante una battuta di caccia, Jock, J.R., Bobby e Ray vengono attaccati da un agricoltore che afferma di essere stato ingannato da Jock 32 anni prima, forzandolo a vendergli i suoi terreni. Mentre vengono tenuti in ostaggio, Jock confida a J.R. che sua madre non è la sua prima moglie, ma che è stato brevemente sposato con un'altra donna prima di Ellie. Intanto, a Southfork, Ellie scopre di avere un nodulo al seno.
- Guest Star: Stefan Gierasch (Ben Masters), Robert J. Wilke (Tom Owens), John Zaremba (Dott. Harlen Danvers)
- Altri interpreti: Thomas Callaway (Dan Owens)

## Paternità
- Titolo originale: The Lost Child
- Diretto da: Irving J. Moore
- Scritto da: Rena Down

### Trama
Quando Pamela rimane vittima di un aborto spontaneo, la donna dice a Bobby della sua malattia genetica e dichiara di non voler più rimanere incinta. Cliff intanto confida a suo padre di credere di essere il padre del piccolo John Ross. J.R., invece, comincia a diventare sospettoso di Sue Ellen e la fa seguire da un detective. In realtà, la donna ha iniziato una terapia presso il dottor Simon Elby, uno psichiatra.
- Guest Star: Jeff Cooper (Dott. Simon Ellby), Med Flory (Cal McBride), Ronnie Scribner (Luke Middens)
- Altri interpreti: James Chandler (Bo Middens), Ken Farmer (Jimmy), Jeanna Michaels (Connie), Billy Streater (dottore)

## Rodeo
- Titolo originale: Rodeo
- Diretto da: Leonard Katzman
- Scritto da: Camille Marchetta

### Trama
Durante l'annuale rodeo ospitato dagli Ewing al Southfork Ranch, Sue Ellen conosce e flirta con Dusty Farlow, mentre J.R. coglie l'occasione sia per organizzare i suoi piani per distruggere Cliff sia per flirtare con Kristin. Anche Digger si reca a Southfork per poter vedere il piccolo John Ross, che lui pensa essere suo nipote.
- Altri interpreti: Kenneth Barry (Hector), James Bodean, Rhonda Box, Michael Crabtree, Sherril Lynn Katzman (Jackie Dugan), Peyton Park (giudice), Jan Alan Tubbs, Dave Williams, Donnie Joe Wood

## Mastectomia - Parte 1
- Titolo originale: Mastectomy - Part 1
- Diretto da: Irving J. Moore
- Scritto da: Arthur Bernard Lewis

### Trama
Quando Jock racconta della sua prima moglie a Miss Ellie, quest'ultima decide di non dirgli dell'intervento che deve subire al seno per togliere e far esaminare un nodulo. Ma Jock viene a sapere dell'intervento ed è al suo fianco quando vengono resi noti i risultati: il tumore è maligno ed Ellie deve sottoporsi a una mastectomia. Intanto, Sue Ellen incontra di nuovo Dusty.
- Guest Star: Jeff Cooper (Dott. Simon Ellby), Jane Kean (Mitzi), John Zaremba (Dott. Harlen Danvers)
- Altri interpreti: Carolyn Coates, Karrie Emerson, Lev Mailer (Dott. Mitch Andress), Jeanna Michaels (Connie),

## Mastectomia - Parte 2
- Titolo originale: Mastectomy - Part 2
- Diretto da: Irving J. Moore
- Scritto da: Arthur Bernard Lewis

### Trama
Dopo l'intervento, Miss Ellie si trova ad affrontare la perdita del suo seno e anche la rabbia nei confronti di Jock che le ha nascosto la verità sulla sua prima moglie per 40 anni. Digger coglie l'occasione per spingere la donna a lasciare suo marito e a restare con lui. Nel frattempo, anche Dusty cerca di convincere Sue Ellen a lasciare J.R.
- Guest Star: John Zaremba (Dott. Harlen Danvers)
- Altri interpreti: Karlene Crockett (Muriel Gillis), Geofrey Millar, Dee Timberlake

## Premesse
- Titolo originale: The Heiress
- Diretto da: Leslie H. Martinson
- Scritto da: Loraine Despres

### Trama
Lucy tenta di sedurre l'avvocato di J.R., Alan Beam, e quest'ultimo cede alle sue avance perché vede nella ragazza un mezzo per fare la bella vita. Intanto, Bobby viene a sapere del rischioso affare di petrolio che J.R. sta portando avanti in Asia e, quando scopre che l'uomo ha ipotecato il Southfork Ranch per trovare il denaro occorrente per l'accordo asiatico, racconta tutto a Jock.
- Guest Star: Jeff Cooper (Dott. Simon Ellby), Laura Johnson (Betty Lou Barker), George O. Petrie (Harv Smithfield)
- Altri interpreti: Joe Bratcher (Harry Shaw), Marcus Chong (Jimmy Monroe), Charles Cooper (Herb Reynolds), Karlene Crockett (Muriel Gillis), Walker Edmiston (Roy Tate), Eugene Jackson, Joan Lancaster (Linda Bradley), Marcus Wyatt

## Il buon senso di Ellie
- Titolo originale: Ellie Saves the Day
- Diretto da: Gunnar Hellström
- Scritto da: David Michael Jacobs, Arthur Bernard Lewis

### Trama
Un tifone ritarda il progredire dell'affare asiatico e non permette di perforare i terreni e l'ipoteca sul Southfork Ranch che J.R. ha permesso in vista del business in Asia è sempre più realistica. L'unico modo per scongiurare la crisi in casa Ewing è quello di permettere di estrarre il petrolio dalla Sezione 40 della terra di famiglia. Miss Ellie, l'unica beneficiaria di quelle terre, concede così il diritto di ricerca petrolifera alle banche per impedire che l'ipoteca sul ranch diventi esecutiva. Intanto, Cliff si prepara alla corsa per essere eletto al Congresso.
- Guest Star: Dennis Patrick (Vaughn Leland)
- Altri interpreti: Jacqui Compton, Jeanna Michaels (Connie), Don Starr (Jordan Lee), Michael Laurence, Walter O. Miles, James Phipps, Jimmy Weldon (Sy Stevens), Eda Zahl (Phillis Blaine)

## Madre dell'anno
- Titolo originale: Mother of the Year
- Diretto da: Larry Hagman
- Scritto da: Rena Down

### Trama
Per evitare di dover trivellare i terreni intorno al Southfork Ranch, Jock decide di vendere i contratti di locazione asiatici. Intanto, mentre Sue Ellen mostra sempre più disinteresse nei confronti del piccolo John Ross, Pamela si attacca sempre più al bambino fino a preoccupare pesantemente Bobby.
- Guest Star: Dennis Patrick (Vaughn Leland), Jeff Cooper (Dott. Simon Ellby)
- Altri interpreti: Jocelyn Brando (Signora Reeves), Mickey Cherney, Liz Ingleson (Faye), Joan Lancaster (Linda Bradley), Darley Ann Lindley, Ted Markland, Jeanna Michaels (Connie), Tom Regan (George), Joan Welles

## Conflitti
- Titolo originale: Return Engagements
- Diretto da: Gunnar Hellström
- Scritto da: David Jacobs

### Trama
Gary torna a Dallas e, con l'incoraggiamento di Miss Ellie, chiede a Valene di sposarlo una seconda volta. J.R., nonostante sia in "viaggio d'affari" con Kristin, cerca di impedire il matrimonio ma non vi riesce. Ellie, tormentata dai sensi di colpa per non aver mai difeso il rapporto tra Gary e Val, cerca di farsi perdonare regalando alla coppia una nuova casa a Knots Landing, in California.
- Special Guest Star: E.J. André (Eugene Bullock)
- Guest Star: Andra Akers (Sally Bullock), Terry Lester (Rudy Millington), Ted Shackelford (Gary Ewing), Joan Van Ark (Valene Ewing)
- Altri interpreti: Michael Horsley, Ted Jordan, Jeanna Michaels (Connie)

## Amore e matrimonio
- Titolo originale: Love and Marriage
- Diretto da: Alexander Singer
- Scritto da: Leonard Katzman

### Trama
Per tenere lontano Jock dalla Ewing Oil, J.R. convince subdolamente suo padre a ridare a Bobby il suo vecchio posto. Allo stesso tempo, per cercare ancora di dividere Bobby e Pamela, convince il proprietario del "The Store" a trasferire la direttrice del negozio di Dallas a Huston, così da promuovere (e mettere in difficoltà) Pam. Intanto, dopo aver perso suo marito, Donna si riconcilia con Ray e accetta di sposarlo nell'arco di sei mesi.
- Special Guest Star: Mel Ferrer (Harrison Page)
- Guest Star: Barbara Babcock (Liz Craig), Jeff Cooper (Dott. Simon Ellby), Barry Corbin (Sceriffo Fenton Washburn)
- Altri interpreti: Isabel Cooley, Tom Fuccello (Dave Culver), John Hart (Dott. David Rogers), Jeanna Michaels (Connie), J.T. O'Connor, Penni Pearson

## Gioco di potere
- Titolo originale: Power Play
- Diretto da: Leslie H. Martinson
- Scritto da: Jeff Young

### Trama
Kristin scorge Lucy e Alan in una discoteca e riferisce a J.R. della loro relazione. J.R. cerca di volgere la situazione a suo favore, sperando che Alan chieda a Lucy di sposarlo e la allontani da Dallas.
- Guest Star: Stephanie Blackmore (Serena Wald), Laura Johnson (Betty Lou Barker), Michael Prince (Jonas Smithers)
- Altri interpreti: Lawrence Bame, Carl Crenshaw, Jacqui Compton, Karlene Crockett (Muriel Gillis), Robin Haynes, Jarvais Hudson, Jeanna Michaels (Connie)

## La sconfitta di Cliff
- Titolo originale: Paternity Suit
- Diretto da: Harry Harris
- Scritto da: Loraine Despres

### Trama
Incastrato da J.R., Cliff inizia ad avere problemi economici ed è obbligato a rinunciare alla sua corsa al Congresso. Per vendicarsi, l'uomo afferma pubblicamente di essere il padre del piccolo John Ross III. Ma un test di paternità stabilisce una volta per tutte che il padre del bambino è J.R.
- Guest Star: Martina Deignan (Debra Johns), Stanley Grover (Dott. Miles), Stephen Keep (Barry Lester), George O. Petrie (Harv Smithfield)
- Altri interpreti: Robert Curtin, Fern Fitzgerald (Marilee Stone), Joan Lancaster (Linda Bradley), Michael Rougas, Paul Sorensen (Andy Bradley), Don Starr (Jordan Lee)

## Il ritorno di Jenna
- Titolo originale: Jenna's Return
- Diretto da: Irving J. Moore
- Scritto da: Camille Marchetta

### Trama
Pamela mette a dura prova il suo rapporto con Bobby quando accetta di andare a Parigi per lavoro con Harrison Page. Bobby, preso dallo sconforto, si butta di nuovo tra le braccia di Jenna Wade, appena tornata a Dallas. Intanto, J.R., fortemente adirato dai continui pernottamenti fuori casa da parte di Sue Ellen, cerca in tutti i modi di tenerla lontana da Dusty. Kristin cerca di approfittare della situazione fragile fra i due per poter entrare definitivamente nella vita di J.R.
- Special Guest Star: Mel Ferrer (Harrison Page), Don Porter (Matt Devlin)
- Guest Star: Francine Tacker (Jenna Wade)
- Altri interpreti: Byron Clark (Tom Ferguson), Mike Fortman, Alba Francesca (Luanne Culver), Tom Fuccello (Dave Culver), Alex Harvey (Andy), Brian Libby (Roy), Jeanna Michaels (Connie), Michael Dan Wagner, Juan Welles

## La scelta di Sue Ellen
- Titolo originale: Sue Ellen's Choice
- Diretto da: Leonard Katzman
- Scritto da: Camille Marchetta

### Trama
Sue Ellen, innamorata di Dusty, chiede il divorzio a J.R. Questi accetta ma solo in cambio della custodia di John Ross. Il rapporto tra Pam e Bobby continua a essere teso, soprattutto a causa della presenza di Jenna nella vita di Bobby. Ray è ancora dubbioso sul rapporto con Donna, ma la donna cerca di fargli cambiare idea sul matrimonio.
- Guest Star: Francine Tacker (Jenna Wade)
- Altri interpreti: Chuck Hicks, Fred Lerner, Jeanna Michaels (Connie)

## Nuovi pensieri
- Titolo originale: Second Thoughts
- Diretto da: Irving J. Moore
- Scritto da: Linda Elstad

### Trama
J.R. continua a fare pressione su Alan affinché sposi al più presto Lucy, ma quando Jock offre ad Alan un posto come socio nello studio legale Smithfield & Bennett a Dallas, i piani di J.R. falliscono. Intanto Cliff decide di lasciare il suo lavoro all'Ufficio per la Gestione del Territorio per dedicarsi totalmente alla sua carriera politica. Ma, a causa del malvagio intervento di J.R., l'uomo rimane senza appoggi finanziari per la sua corsa.
- Guest Star: Stephanie Blackmore (Serena Wald), Chris Coffey (Greg Forrester), Laura Johnson (Betty Lou Barker), Robert Rockwell (Mitchell)
- Altri interpreti: Karlene Crockett (Muriel Gillis), Meg Gallagher (Louella), Betty McIvor, Jeanna Michaels (Connie), Christopher Skinner (signor Kettering)

## Divorzio stile Ewing
- Titolo originale: Divorce-Ewing Style
- Diretto da: Leonard Katzman
- Scritto da: Leonard Katzman

### Trama
Mentre pianifica un'azione di divorzio contro J.R., facendolo pedinare da un detective privato, Sue Ellen cerca di recitare al meglio il ruolo della moglie perfetta. Quando l'uomo scopre i piani della donna, si vendica cercando di convincere la famiglia che Sue Ellen è di nuovo schiava dell'alcol. Intanto, Alan Beam cerca di vendicarsi di J.R., dopo che questi ha fatto in modo che lo studio legale Smithfield & Bennett non lo voglia più come socio.
- Special Guest Star: Don Porter (Matt Devlin)
- Guest Star: Stephanie Blackmore (Serena Wald), Jeff Cooper (Dott. Simon Ellby), Barry Corbin (Sceriffo Fenton Washburn)
- Altri interpreti: James L. Brown (Detective Harry McSween), John Christy Ewing (Tom Fuller), Meg Gallagher (Louella), Jeanna Michaels (Connie), Victor Rogers

## Il tentativo di Jock - Parte 1
- Titolo originale: Jock's Trial - Part 1
- Diretto da: Irving J. Moore
- Scritto da: Arthur Bernard Lewis

### Trama
Approfittando della sua posizione come nuovo assistente del procuratore distrettuale di Dallas, Cliff chiede di investigare sullo scheletro di un uomo ritrovato al Southfork Ranch. Le prove trovate accuserebbero Jock, che viene arrestato. Intanto, Sue Ellen, pronta per lasciare sia J.R. che suo figlio, viene a sapere di un incidente aereo in cui Dusty ha perso la vita. Digger Barnes viene ricoverato a causa del suo abuso d'alcol.
- Special Guest Star: Don Porter (Matt Devlin)
- Guest Star: Chris Coffey (Greg Forrester), Barry Corbin (Sceriffo Fenton Washburn), Jeff Cooper (Dott. Simon Ellby), Nicolas Coster (Lyle Sloan)
- Altri interpreti: David Cryer (Wilbur Calder), Fern Fitzgerald (Marilee Stone), Don Furneaux, Meg Gallagher (Louella), Dennis Holahan (Tiny Voight), Al Hopson (Merdo Ferris), Joan Lancaster (Linda Bradley), Joel Lawrence, Joel Lawrence (Gene), Dan Priest, Faith Quabius

## Il tentativo di Jock - Parte 2
- Titolo originale: Jock's Trial - Part 2
- Diretto da: Irving J. Moore
- Scritto da: Arthur Bernard Lewis

### Trama
Mentre Jock cerca di affrontare al meglio le accuse di omicidio, involontariamente appesantite da una testimonianza di J.R., Digger - in punto di morte - confida a Pamela che è stato lui ad uccidere l'uomo trovato al Southfork. Era l'amante di sua moglie ed è il vero padre di Pam. Intanto, Sue Ellen ricomincia a bere per cercare di dimenticare Dusty.
- Special Guest Star: Don Porter (Matt Devlin)
- Guest Star: Barry Corbin (Sceriffo Fenton Washburn), Nicolas Coster (Lyle Sloan), Sarah Cunningham (Zia Maggie), Stephen Elliott (Scotty Demarest), George O. Petrie (Harv Smithfield), William Watson (Hutch McKinney), John Zaremba (Dott. Harlen Danvers)
- Altri interpreti: Jo Ann Astrow (Vicky), Kale Browne, David Cryer (Wilbur Calder), Hans Howes, Susan Keller, Warren Munson, Jack Ramage, Tom Spratley (Virgil)

## Il timoniere
- Titolo originale: The Wheeler Dealer
- Diretto da: Alexander Singer
- Scritto da: Barbara Searles

### Trama
Mentre il resto della famiglia si reca in Colorado per far visita alla prima moglie di Jock, rinchiusa in un ospedale psichiatrico, J.R. prepara un piano per entrare in un affare di petrolio in Asia più imponente e importante del precedente. Nel frattempo, Pamela è determinata a trovare sua madre, che la donna ha sempre creduto morta.
- Guest Star: Stephanie Blackmore (Serena Wald), Jeff Cooper (Dott. Simon Ellby), Sarah Cunningham (Zia Maggie), Ron Hayes (Hank Johnson), Dennis Patrick (Vaughn Leland), Geoffrey Scott (cowboy), Lesley Woods (Amanda Lewis Ewing)
- Altri interpreti: Robert Ackerman (Wade Luce), Ed Kenney (Seth Stone), Jeanna Michaels (Connie), Robert Phalen, Ken Scott, Paul Sorensen (Andy Bradley), Don Starr (Jordan Lee), Jan Stratton

## Discordia in famiglia
- Titolo originale: A House Divided
- Diretto da: Irving J. Moore
- Scritto da: Rena Down

### Trama
È il famoso episodio che fu lanciato dalla CBS con il claim "Chi ha sparato a J.R.?", in riferimento al grande mistero intorno al primo "cliffhanger" della serie. L'episodio infatti si chiude con il tentato omicidio di J.R., il malvagio rampollo della famiglia Ewing. Vari personaggi della serie hanno un buon motivo per sbarazzarsi dell'uomo: 

– Sue Ellen, moglie di J.R. Schiava dell'alcol anche e soprattutto a causa delle malefatte di J.R. L'uomo la minaccia di farla rinchiudere (per la seconda volta) in una clinica per alcolisti.

– Kristin Shepard, sorella di Sue Ellen ed ex amante di J.R. Le viene intimato di lasciare la città entro 24 ore, se non vuole essere arrestata con la falsa accusa di prostituzione.

– Vaughn Leland, partner d'affari di J.R. Leland, che aveva prestato a J.R. 20 milioni di dollari per entrare nell'affare di petrolio in Asia, lo accusa di sapere che i pozzi asiatici stavano per essere nazionalizzati ma non ha avvertito i suoi partner, che così hanno perso i loro investimenti.

– Cliff Barnes, fratello di Pamela, cognata di J.R. J.R. ha fatto chiudere il pozzo Ewing 23 che, secondo un contratto stipulato tra Jock e Digger molti anni addietro, permette ai suoi eredi (quindi anche Cliff) di avere cospicue entrate.

– Alan Beam, ex-avvocato di J.R. È stato licenziato su due piedi dall'uomo, dopo che Alan ha rinunciato a sposare Lucy, accettando un lavoro offertogli da Jock. Ha tramato con Kristin contro J.R., e quest'ultimo lo obbliga a lasciare la città entro 24 ore, se non vuole essere (falsamente) accusato di violenza carnale.

– Marilee Stone, moglie vedova di un ex associato di J.R. L'uomo si è suicidato dopo che è stato ingannato da J.R. durante l'affare asiatico.

– Bobby e Pamela, fratello e cognata di J.R. Dopo svariate macchinazioni da parte dell'uomo per dividerli e per rovinare il fratello di Pam, Cliff, lasciano Southfork furenti.

La soluzione all'enigma viene data nel quarto episodio della quarta stagione della serie, Chi ha sparato a J.R.?.
- Guest Star: Christopher Coffey (Greg Forrester), Jeff Cooper (Dott. Simon Ellby), Ron Hayes (Hank Johnson), Dennis Patrick (Vaughn Leland)
- Altri interpreti: James L. Brown (Detective Harry McSween), Kale Browne, Meg Gallagher (Louella), John Hart (Dott. David Rogers), Susan Keller, Jeanna Michaels (Connie), Ann Nelson (Odette), Don Starr (Jordan Lee), D.J. Sullivan